# 21 gramos
21 gramos es una película de drama de 2003 escrita por Guillermo Arriaga y dirigida por Alejandro González Iñárritu. El reparto está compuesto por Sean Penn, Naomi Watts, Benicio del Toro, Charlotte Gainsbourg, Melissa Leo y Clea DuVall.

## Argumento
Así como se vio en la anterior película de Arriaga y González Iñárritu, Amores perros (2000), en 21 gramos se muestra una película que junta varias líneas argumentales, esta vez alrededor de las consecuencias de un trágico accidente de automóvil. Sean Penn interpreta a un matemático gravemente enfermo, Naomi Watts interpreta a una afligida madre, y Benicio Del Toro interpreta a un convicto cuyo descubrimiento del cristianismo se pone a prueba tras el accidente.

## Título
El título de la película viene del Dr. Duncan MacDougall, quien al comienzo del siglo XX realizó una serie de experimentos para probar la pérdida de peso provocada supuestamente por la partida del alma del cuerpo, al morir. MacDougall pesó pacientes moribundos en un intento por probar que el alma es tangible, material y por ende mensurable. Y a pesar de que los resultados de que la pérdida de peso en el instante del óbito no fueron concluyentes para determinar que el alma pese 21 gramos, dentro de la cultura popular esta cifra se ha convertido en sinónimo de su masa.
En todo caso, el tema fue aludido por el novelista francés André Maurois en su novela El pesador de almas.

## Reparto
- Sean Penn como Paul Rivers
- Naomi Watts como Cristina Peck
- Benicio del Toro como Jack Jordan
- Charlotte Gainsbourg como Mary Rivers
- Melissa Leo como Marianne Jordan
- Danny Huston como Michael
- Clea DuVall como Claudia
- Eddie Marsan como Reverendo John
- Carly Nahon como Cathy
- Claire Pakis como Laura
- Marc Musso como Freddy
- Teresa Delgado como Gina
- Tony Vaughn como Al
- Paul Calderon como Brown
- Denis O'Hare como Dr. Rothberg
- Anastasia Herin como Dolores
- Carlo Alban como Lucio
- Annie Corley como Trish
- Jerry Chipman como Padre de Cristina
- Tom Irwin como Dr. Jones
- Roberto Medina como Dr. Molina
- Arita Trahan como Dr. Badnews
- Catherine Dent como Ana
- Kevin Chapman como Alan
- Stephen Bridgewater como P.I.

## Premios y nominaciones

### Oscar
| Año  | Categoría              | Película         | Resultado |
| ---- | ---------------------- | ---------------- | --------- |
| 2003 | Mejor actriz           | Naomi Watts      | Candidata |
| 2003 | Mejor actor de reparto | Benicio del Toro | Candidato |

### Premios BAFTA
| Año  | Categoría            | Película          | Resultado |
| ---- | -------------------- | ----------------- | --------- |
| 2003 | Mejor actor          | Sean Penn         | Candidato |
| 2003 | Mejor actor          | Benicio del Toro  | Candidato |
| 2003 | Mejor actriz         | Naomi Watts       | Candidata |
| 2003 | Mejor guion original | Guillermo Arriaga | Candidato |
| 2003 | Mejor montaje        | Stephen Mirrione  | Candidato |

### Premios del Sindicato de Actores
| Año  | Categoría              | Película         | Resultado |
| ---- | ---------------------- | ---------------- | --------- |
| 2003 | Mejor actriz           | Naomi Watts      | Candidata |
| 2003 | Mejor actor de reparto | Benicio del Toro | Candidato |

### Festival Internacional de Cine de Venecia
| Año  | Categoría                            | Película                    | Resultado |
| ---- | ------------------------------------ | --------------------------- | --------- |
| 2003 | Premio del Público al Mejor Actor    | Benicio del Toro            | Ganador   |
| 2003 | Premio del Público a la Mejor Actriz | Naomi Watts                 | Ganador   |
| 2003 | Copa Volpi al Mejor Actor            | Sean Penn                   | Ganador   |
| 2003 | Premio Wella a la Mejor Actriz       | Naomi Watts                 | Ganador   |
| 2003 | León de Oro                          | Alejandro González Iñárritu | Candidato |

Premios Independent Spirit
2003 Premio especial (en virtud de no ser considerada de producción independiente)--- Ganador.